# Alstroemeria amazonica
Alstroemeria amazonica é uma espécie fanerógama, herbácea, perenne e rizomatosa pertencente à família das alstroemeriáceas. É endêmica do estado do Pará no Brasil e  do Estado de Bolívar, na Venezuela. É um geófito tuberoso e cresce principalmente no bioma tropical úmido.

## Morfologia
A espécie apresenta rizomas simpodiais e folhas alternas, coriáceas ou cartáceas, com formatos variados como lineares, lanceoladas, elípticas ou oblongas, sendo glabras tanto nos ramos vegetativos quanto nos reprodutivos, que são ressupinados. As inflorescências são cimeiras umbeliformes simples, acompanhadas por brácteas. Suas flores, trímeras e campanuladas, têm coloração avermelhada ou laranja, frequentemente maculadas ou punctadas nas tépalas internas, enquanto as externas permanecem lisas. Os frutos são cápsulas loculicidas contendo sementes esféricas e papilosas.